# Спартак (баскетбольный клуб, Москва)
«Спартак» — российский баскетбольный клуб из Москвы. Основан в 1993 году. Расформирован в 2000 году, возрождён в 2017 году. В настоящее время не существует.
Спонсором клуба был бизнесмен Шабтай Калманович.

## История команды
Базой для создания команды явился «Инэстур» — клуб, выступавший во II чемпионате России в первой лиге. По итогам чемпионата команда, созданная из выпускников Тимирязевской СДЮШОР, завоевала путевку в высшую лигу. Спонсоры, желавшие иметь профессиональную команду в высшей лиге, обеспечили клубу финансирование и переименовали его в «Спартак».
Основным спонсором клуба осенью 1993 стал Шабтай Калманович, известный как хозяин «Жальгириса»-99, победившего в Евролиге. Позже были ещё три победы в евролиге с женскими УГМК и подмосковным «Спартаком». Почетным президентом клуба стал напарник Калмановича по бизнесу — Иосиф Кобзон.
Помимо спонсорства Калмановича у клуба было ещё 4 спонсора.
Eще в дебютном сезоне в высшей лиге в клубе появились двое американцев. Один из них — Тони Тернер — стал на два года лидером команды.
Перед сезоном 1994/95 клуб стал первой командой, которую возглавил иностранный специалист. Однако югослав Генри Милкович не продержался и сезона. Провальными были и приобретения игроков- граждан США, вокруг которых планировалось строить команду. Трент Форбс из-за страсти к алкоголю не мог показывать стабильной игры, вследствие чего был отправлен домой в середине сезона. Энтони Джонс провел в «Спартаке» 11 матчей, имел среднюю результативность 13,7 очка за игру, но перед началом плей-офф был отправлен домой, поскольку не оправдал возлагаемых на него надежд. Майкл Скрин сыграл всего лишь один матч, набрал в нём 18 очков и вполне устроил руководство, но медобследование выявило грыжу, после чего от игрока было решено отказаться. Провалы в селекции не позволили команде бороться за медали, и в итоге «Спартак» довольствовался 5-й строчкой.
После сезона 1994/95 Калманович прекратил финансирование клуба, и со следующего сезона упор стал делаться на российских игроков.
С 1994 по 1998 год в клубе играл известный Андрей Ведищев, в 1994—1999 — серебряный призёр ЧЕ-93 Владислав Кондратов, ставший лучшим бомбардиром суперлиги за эти 5 лет. Иван Филиппов, Василий Чаплыгин, Владимир Дёмин были в клубе до его последнего сезона 99/00, после чего перешли в БК «Химки».
После сезона 94/95 последовали два менее ярких сезона: 9-е место в сезоне 95/96, 8-е место в сезоне 96/97. В сезоне 97/98 из суперлиги вылетали 9-я и 10-я команды и, таким образом, «Спартак» едва избежал вылета. Самое лучшее достижение — 4-е место — было достигнуто клубом в следующем за провальным сезоне. После этого клуб опять опустился на дно таблицы: в сезоне 98/99 — последние на предварительном этапе, а в сезоне 99/00 на предварительном этапе команда одержала лишь 1 победу в 18 матчах. Потом дела пошли получше, клуб начал выигрывать, но очередная реструктуризация суперлиги помешала сохранению клуба. В сезоне 99/00 вылетали команды с 11 по 19, и эта участь не обошла стороной и «Спартак», после чего клуб перестал существовать.
В 2017 году клуб снова участвовал в Межрегиональной Любительской Лиге — Москва.
В настоящее время клуб прекратил свое существование.